# John Bicourt
John Bicourt (Londres, 25 de octubre de 1945 – 16 de enero de 2023) fue un atleta inglés de carrera de media distancia que participó en dos Juegos Olímpicos en la modalidad de 3000 metros con obstáculos.

## Carrera
Representó por primera vez a Gran Bretaña en los Juegos Olímpicos de Múnich 1972 donde quedó eliminado en la primera ronda al quedar en octavo lugar en el hit 3.
Participaría en los Juegos de la Mancomunidad de 1974 como representante de Inglaterra donde finalizaría en cuarto lugar a un segundo de ma medalla de bronce.
Participaría en los Juegos Olímpicos de Montreal 1976 donde repetiría su resultado anterior y no clasifica a la final al terminar en octavo lugar en el hit 1.